# Arthur Rödl
Arthur Rödl (Monaco di Baviera, 13 giugno 1898 – Stettino, aprile 1945) è stato un militare tedesco, Standartenführer (colonnello) che prestò servizio nelle Waffen-SS e comandante di un campo di concentramento nazista.

## Biografia
Rödl nacque in una famiglia cattolica. Suo padre lavorava come fattorino e sua madre gestiva un'edicola. Quando Rödl aveva dieci anni, sua madre fu costretta a cessare l'attività per -così gli disse- l'insostenibile competizione avviata da un'edicola vicina, gestita da un ebreo. Questo evento contribuì a instillare un sentimento antisemita nel giovane Rödl, che prese a frequentare fin dalla giovane età gruppi nazionalisti estremi. Rödl lavorava come apprendista da un fabbro quando scoppiò la prima guerra mondiale. Ben presto si arruolò nell'Esercito Imperiale Tedesco falsificando la sua età sui suoi documenti dopo essere stato inizialmente respinto perché aveva solo 16 anni. Fu gravemente ferito in almeno un'occasione durante la guerra e fu smobilitato all'età di 20 anni. Si impiegò quindi presso un ufficio postale.
Rödl tornò rapidamente all'attivismo di estrema destra e si unì al Bund Oberland nel 1920. Le sue attività gli procurarono ben presto frequenti richiami sul lavoro, per essersi assentato e essersi unito ad altri membri del Bund al fine di combattere i polacchi in Alta Slesia e per aver usato in un'occasione la finestra del suo ufficio alle Poste per distribuire volantini di propaganda. Quando infine divenne chiaro che aveva partecipato al Putsch della Birreria, fu licenziato dall'ufficio postale.
A quel tempo membro del partito nazista, Rödl cercò un impiego presso la sede della Braunes Haus del partito, dove trovò lavoro come operatore di ciclostile. Si offrì volontario per le SS nel 1928 e nel 1934 divenne un membro a tempo pieno dell'organizzazione. Prestò servizio nella SS-Totenkopfverbände, inizialmente a Lichtenburg e poi a Sachsenhausen, anche se la sua carriera stentò a decollare perché era ritenuto dai suoi superiori come un individuo ingenuo e poco sottile. Rödl era noto per i suoi modi bruschi, un attributo che era tutt'altro che ideale per un SS di stanza a Sachsenhausen, che a volte ospitava dignitari d'oltremare in virtù della sua vicinanza a Berlino. Per questo motivo, Theodor Eicke raccomandò la rimozione di Rödl dalla sua posizione nel 1937.
Rödl iniziò finalmente a salire di grado in seguito a un trasferimento a Buchenwald, dove era vice comandante Karl-Otto Koch. In quel ruolo gli fu concessa mano libera nell'assecondare il suo lato crudele, con Koch che non poneva restrizioni alle azioni dei suoi uomini. Un esempio di ciò avvenne per il capodanno del 1939, quando Rödl mise in fila alcuni reclusi, ne scelse cinque a caso e li fece spogliare, legare a un palo e frustare fino al mattino, in sintonia con l'orchestra dei prigionieri. Alla fine gli fu assegnato il comando del campo di concentramento di Gross-Rosen, sebbene ancora una volta non adatto al ruolo. Uno dei suoi successori, Johannes Hassebroek, commentò che Rödl era un "uomo crudele, corrotto e alcolizzato".  Alla fine raggiunse il grado di Standartenführer, nonostante nel frattempo ripetuti test ne avessero definitivamente comprovato il basso quoziente intellettivo. Wilhelm Gideon lo sostituì come comandante del campo il 16 settembre 1942.

### Morte
Terminò il suo servizio in Ucraina unendosi alla polizia di occupazione, prima di suicidarsi con una bomba a mano in un giorno imprecisato dell'aprile 1945 quando la sconfitta per la Germania nazista sembrava ormai inevitabile.